# 하치로가타역
하치로가타역(일본어: 八郎潟駅)은 일본 아키타현 미나미아키타군 하치로가타정에 위치한 동일본 여객철도 오우 본선의 철도역이다. 단선 · 섬식의 형태를 합친 2면 3선 구조의 복합 승강장을 갖춘 지상역이다.

## 타는 곳
| 1 | ■ 오우 본선 | (하행) | 히가시노시로 · 오다테 방면           |
| 2 | ■ 오우 본선 | (상행) | 오이와케 · 아키타 방면               |
| 3 | ■ 오우 본선 |        | 당 역 시발의 아키타 방면 등 · 대피선 |

## 이용 현황
| 승차 인원 추이 | 승차 인원 추이 |
| 연도           | 1일 평균       |
| -------------- | -------------- |
| 2000           | 1,225          |
| 2001           | 1,177          |
| 2002           | 1,117          |
| 2003           | 1,066          |
| 2004           | 1,033          |
| 2005           | 1,024          |
| 2006           | 982            |
| 2007           | 947            |
| 2008           | 948            |
| 2009           | 921            |
| 2010           | 912            |
| 2011           | 890            |
| 2012           | 884            |
| 2013           | 875            |

## 역 주변
- 하치로가타 올림픽 기념공원
- 나카하다치 공원 야구장
- 하치로가타 정청
- 하치로가타 정립 도서관
- 국도 제7호선

## 인접 역
| 동일본 여객철도 오우 본선 | 동일본 여객철도 오우 본선 | 동일본 여객철도 오우 본선 |
| ------------------------- | ------------------------- | ------------------------- |
| 이카와사쿠라 유자와 방면  | □ 쾌속                    | 모리타케 오다테 방면      |
| 이카와사쿠라 요코테 방면  | ■ 보통                    | 고이카와 오다테 방면      |